# Crachez vos souhaits
Pour plus de détails, voir Fiche technique et Distribution.
Crachez vos souhaits est un documentaire français réalisé par Thierry Villeneuve, sorti en 2001.

## Synopsis
En 1998, le groupe Louise Attaque vendait plus de deux millions d'albums, ce qui demeure la plus grosse vente de disques d'un groupe de rock français.
La même année, le réalisateur Thierry Villeneuve suivait le groupe en tournée. Filmé en super 16mm, le film capte la montée en puissance du groupe à travers des images en direct, des portraits du public et des scènes de vie quotidienne. Il relate aussi l'engagement du groupe à l'époque en faveur d'association comme Act Up-Paris ou encore le Sous-Marin à Vitrolles, salle de concert murée par la nouvelle municipalité Front National.

## Diffusion
La version cinéma du film est sortie en salles le 30 mai 2001. Il existe une version plus courte diffusée la même année sur Arte sous le titre Toute cette histoire.

## Fiche technique
- Titre original : Crachez Vos Souhaits
- Réalisation et scénario : Thierry Villeneuve
- Photographie : Florence Levasseur
- Son : Jacques Sans
- Montage : Thierry Villeneuve
- Mixage : Eric Lesachet
- Musique : Louise Attaque
- Musique Originale : Florian Le Doussal
- Production : Lisa Cleard
- Société de production : Capharnaüm Production (France)
- Société de distribution : Magouric Distribution (France)
- Pays de production :  France
- Langue originale : français
- Format : couleur — format 35 mm — 1,85:1 — son Dolby SR
- Genre : documentaire
- Durée : 86 minutes
- Dates de sortie : 
  - France : 30 mai 2001
- Classifications et visa CNC : mention « tous publics », art et essai, visa d'exploitation no 101.700

## Distribution
- Robin Feix (bassiste de Louise Attaque) : lui-même
- Alexandre Margraff (batteur de Louise Attaque) : lui-même
- Gaëtan Roussel (guitariste chanteur de Louise Attaque) : lui-même
- Arnaud Samuel (violoniste de Louise Attaque) : lui-même
- Philippe Mangeot  (président de Act Up-Paris) : lui-même

Avec la participation de Matthieu Chedid, Cornu, Akosh

## Distinctions

### Sélection
- 2e Festival international musique et cinéma de l'Yonne 2001

## Accueil
- Chronicart[2]
- Les Inrockuptibles[3]
- Le Monde[4]
- L'Humanité[5]